# シェー教の崩壊
『シェー教の崩壊』は、赤塚不二夫の短編漫画である。掲載誌は『ビッグゴールド』1996年1月号。

## 概要
アルコール依存症の悪化から発生した、連載減少などの苦境に陥っていた赤塚不二夫。そんな彼が1995年に還暦と漫画家生活40周年を迎えた際、フジオプロ黄金期のメンバーだった高井研一郎が発起人となり、あだち勉、古谷三敏、土田よしこ、とりいかずよし、北見けんいち、武居俊樹といった黄金期のアシスタントOB、OGに加え、現役アシスタント2名を含めた総勢30名によって制作された。ただし長年の片腕であった長谷邦夫には声はかけられなかった。作業合宿場所として、北見けんいちが毎年新年会を開催してたフジオプロそばの下落合の日本旅館「ホテル山楽」（2002年に解体）が使われた。
地下鉄サリン事件で一躍有名となった宗教団体オウム真理教を元ネタに、宗教団体シェー教の教祖となったイヤミを主人公に据えて描かれ、赤塚キャラ総出演の大作となった。
制作中に陣中見舞に訪れた赤塚の友人のタレントらによって描かれた、豪華な見開きも売りの一つであった。

## ストーリー
王様の娘を誘拐し、その身代金で全日本シェティアン(サティアンのパロディ)を作ったイヤミは伊矢見アショコを名乗り、シェー教の教祖となっていた。
伊矢見の命令でお布施を回収しに回った六つ子は半ば追い剥ぎに近い状態でお布施を回収していた。そんな中、食料大臣のチビ太が教祖に無断でおでんを盗み食いする現場を発見。激怒した六つ子はチビ太を襲い、おでんをお布施として回収する。

## 登場キャラクター

### 『おそ松くん』より
- イヤミ
- 六つ子
- チビ太
- ダヨーン
- デカパン

### 『天才バカボン』より
- バカボンのパパ
- バカボン
- バカボンのママ
- ハジメ
- レレレのおじさん
- 夜の犬
- ウナギイヌ
- カオル

### 『もーれつア太郎』より
- ア太郎
- デコッ八
- ニャロメ
- ケムンパス
- べし
- X五郎

### その他
- 加賀美あつ子（『ひみつのアッコちゃん』）
- チカ子（『ひみつのアッコちゃん』）
- 細川へんな子（『週刊女性』版『へんな子ちゃん』）

## テレビドキュメンタリー
本作の制作過程を記録したドキュメンタリー『赤塚不二夫とトンデモない仲間達!!』が、1995年12月30日にテレビ東京系列で放送された。ナレーションはタモリ。青梅赤塚不二夫会館2階の漫画原稿コーナーでは、本作の原画と共にこのドキュメンタリーも上映されている。

### 出演者
- 赤塚不二夫
- 青島幸男（当時東京都知事）
- あだち勉
- 石ノ森章太郎
- 稲川淳二
- 小野ヤスシ
- 北見けんいち
- 研ナオコ
- 高信太郎
- 小林のりかず
- 坂崎幸之助（THE ALFEE）
- 佐久間良子
- 鈴木伸一
- 高井研一郎
- 高見恭子
- 武井俊樹（当時・小学館編集長）
- 立川談志
- タモリ（ナレーション）
- 団しん也
- 九十九一
- 土田よし子
- 堤大二郎
- つのだじろう
- 所ジョージ
- とりいかずよし
- 中村誠一
- なぎら健壱
- 野坂昭如
- 林家木久蔵（現・林家木久扇）
- 平山隆（当時・小学館編集長）
- 藤子不二雄Ⓐ
- 藤子・F・不二雄
- 古谷三敏
- 三上寛
- 森田拳次
- 山本晋也
- 由利徹

### スタッフ
- 構成：高平哲郎、北吉洋一
- スーパーバイザー：矢野義幸
- 撮影：高浜和広、中村正、中嶋清弥
- VE：佐藤多喜雄、小島良紀、佐藤直志
- 照明：プログレッソ
- 演出補：久秋伸雄
- 選曲：田中政文（TSP）
- 編集：青柳信司（ザ・チューブ）
- MA：名倉靖（アバコクリエイティブスタジオ）
- 技術協力：バツグン
- 取材協力：フジオ・プロダクション、メモリーバンク、小学館「ビッグゴールド」編集部
- 製作協力：アイランズ、田辺エージェンシー、オービー企画
- 演出：北野和典
- プロデューサー：近藤正人（テレビ東京）、西村孔伸
- 製作：テレビ東京、ストリームズ

## 単行本
- 『赤塚不二夫漫画大全集 DVD-ROM』268巻「1990年代」に収録。コミックパークのサービス終了までは単巻での販売もあった。